# Caitlin Kinnunen
Caitlin Kinnunen (Washington, 9 novembre 1991) è un'attrice statunitense.

## Biografia
Caitlin Kinnunen è nata a Washington, figlia di Betsy Stam e Randy Kinnunen. Nel 2007 ha fatto il suo debutto a Broadway nel musical Spring Awakening, per poi recitare nel 2010 nel musical Premio Pulitzer Next to Normal. Dopo le prime apparizioni teatrali, la Kinnunen ha cominciato a recitare al cinema e in televisione, ricoprendo piccoli ruoli in 5 giorni fuori, ...e ora parliamo di Kevin e Law & Order: Unità Vittime Speciali. Nel 2014 è tornata a Broadway nel musical The Bridges of Madison County, mentre nel 2017 ha recitato nuovamente in televisione nelle serie televisive Younger e American Vandal. Nel 2018 è tornata a Broadway nel musical The Prom e per la sua interpretazione è stata candidata al Tony Award alla migliore attrice protagonista in un musical.
Kinnunen è dichiaratamente bisessuale.

## Filmografia parziale

### Cinema
- 5 giorni fuori (It's Kind of a Funny Story), regia di Ryan Fleck e Anna Boden (2010)
- ...e ora parliamo di Kevin (We Need to Talk About Kevin), regia di Lynne Ramsay (2011)

### Televisione
- Law & Order - Unità vittime speciali - serie TV, 1 episodio (2009)
- The Knick - serie TV, 1 episodio (2015)
- American Vandal - serie TV, 1 episodio (2017)
- Younger - serie TV, 1 episodio (2017)

## Teatro
- Spring Awakening, colonna sonora di Duncan Sheik, libretto di Steven Sater, regia di Michael Greif. Eugene O'Neill Theatre di Broadway (2008)
- Next to Normal, colonna sonora di Tom Kitt e libretto di Brian Yorkey, regia di Michael Greif. Tour statunitense (2010)
- The Bridges of Madison County, colonna sonora di Jason Robert Brown, libretto di Marsha Norman, regia di Bartlett Sher. Gerald Schoenfeld Theatre di Broadway (2014)
- The Prom, colonna sonora di Matthew Sklar, libretto di Chad Beguelin e Bob Martin, regia di Casey Nicholaw. Longacre Theatre di Broadway (2018)